# Pedro Aguado
Pedro Aguado Cuesta SchP (ur. 26 czerwca 1957 w Bilbao) – hiszpański duchowny rzymskokatolicki, pijar,  w latach 2009-2025 przełożony generalny Zakonu Kleryków Regularnych Ubogich Matki Bożej Szkół Pobożnych, od 2025 biskup diecezji Huesca i Jaca. 

## Życiorys
Do nowicjatu wstąpił w 1974. 24 sierpnia 1975 złożył pierwsze śluby zakonne, a 25 sierpnia 1979 profesję wieczystą. Święcenia kapłańskie przyjął 13 czerwca 1982. W latach 1995–2003 był prowincjałem Prowincji Vasconia, a następnie Prowincji Emaus. 4 lipca 2009 podczas Kapituły Generalnej, która odbyła się w Peralta de la Sal (Hiszpania) został wybrany Przełożonym Generalnym Zakonu Pijarów. Został ponownie wybrany na drugą kadencję w 2015 podczas 47. Kapituły Generalnej w Esztergom (Węgry).  Z nominacji papieża Franciszka był konsultorem Kongregacji Wychowania Katolickiego w latach 2017-2021. Pełnił też funkcję przewodniczącego Komisji ds. Wychowania obu Unii Przełożonych Generalnych (męskiej i żeńskiej). Następnie w 2022, na 48. Kapitule Generalnej w Meksyku został ponownie wybrany na Generała Zakonu Pijarów.
29 marca 2025 papież Franciszek prekonizował go biskupem diecezji Huesca i Jaca. Sakry wraz z kanonicznym objęciem diecezji Huesca udzielił mu 14 czerwca 2025 w Katedrze Przemienienia Pańskiego  kardynał João Braz de Aviz. Dzień później  15 czerwca 2025 oficjalnie rozpoczął posługę biskupa Jaca. 